# لی شاو-کی
لی شاو-کی (به چینی: 李兆基) (زادهٔ ۲۰ فوریهٔ ۱۹۲۸ – درگذشتهٔ ۱۷ مارس ۲۰۲۵) کارآفرین، بانکدار، سرمایه‌دار و مدیر اجرایی اهل هنگ کنگ بود که به‌عنوان مالک و رئیس هیئت مدیرهٔ شرکت‌های توسعه املاک هندرسون، شرکت گاز هنگ کنگ و چین و میرامار هتل فعالیت می‌کرد.
لی شاو-کی در سال ۲۰۱۳، با دارایی ۲۱٫۴ میلیارد دلار، پس از لی کا-شینگ، دومین فرد ثروتمند هنگ کنگ به‌شمار می‌آمد. وی در سال ۲۰۱۳ در رتبهٔ ۲۴ از فهرست ثروتمندترین افراد جهان قرار داشت.

لی شاو-کی در ۱۷ مارس ۲۰۲۵، در سن ۹۷ سالگی در ویکتوریا پیک، هنگ کنگ درگذشت.